# Ben 10: Popoln nezemljan
Ben 10: Popoln nezemljan (angleško Ben 10: Ultimate Alien) je ameriška animirana televizijska serija.
1. ↑  fernsehserien.de